# کلئو مور
کلئو مور (انگلیسی: Cleo Moore; ۳۱ اکتبر ۱۹۲۴ – ۲۵ اکتبر ۱۹۷۳) بازیگر اهل ایالات متحده آمریکا بود. وی بین سال‌های ۱۹۴۸ تا ۱۹۵۷ میلادی فعالیت می‌کرد.
وی بازیگر فیلم‌هایی همچون زندان زنان، زن دیگر و اعتراف یک دختر بوده‌است.